# Bismut(III)-bromid
Bismut(III)-bromid ist eine anorganische chemische Verbindung des Bismuts aus der Gruppe der Bromide.

## Gewinnung und Darstellung
Bismut(III)-bromid kann durch Reaktion von Bismut mit Brom bei 250 °C gewonnen werden.
{\displaystyle {\ce {2Bi + 3Br2 -> 2BiBr3}}}

## Eigenschaften
Bismut(III)-bromid ist ein hygroskopischer, gelber bis orangegelber, kristalliner Feststoff, der mit Wasser zu Bismutoxidbromid reagiert. Er besitzt eine monokline Kristallstruktur mit der Raumgruppe P21/n (Raumgruppen-Nr. 14, Stellung 2). Im geschmolzenen Zustand ist die Verbindung tiefrot. Im gasförmigen Zustand ist die Struktur pyramidal. Im festen Zustand gibt es zwei Formen mit einer Übergangstemperatur von 158 °C. Die Niedertemperaturform α-Bismut(III)-bromid besitzt eine verzerrte oktaedrische BiBr6-Struktur mit drei kurzen und drei langen Bi-Br-Bindungen. Die Hochtemperaturform ist isotyp zur Struktur von Aluminiumchlorid. Mit Bismut kann die Verbindung zu Bismut(I)-bromid reduziert werden.

## Verwendung
Bismut(III)-bromid kann als Katalysator für die Bildung von cyclischen Carbonaten verwendet werden, die wichtige Ausgangsstoffe für Polycarbonate und andere polymere Materialien sind. Er kann auch als Katalysator für weitere organische Synthesen verwendet werden.